# Oreometra ras
Oreometra ras là một loài bướm đêm trong họ Geometridae.